# (592) Батшева
(592) Батшева (лат. Bathseba, ивр. בת שבע‎) — астероид внешней части главного пояса, который принадлежит к редкому спектральному классу K. Он был открыт 18 марта 1906 года немецким астрономом Максом Вольфом в обсерватории Хайдельберг и назван в честь Вирсавии, жены царя Давида и матери царя Соломона.

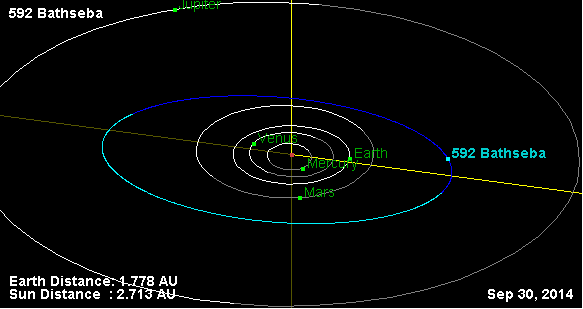
Орбита астероида Батшева и его положение в Солнечной системе